# Bogdana Diaconescu
Bogdana Diaconescu, coniugata Gal (16 settembre 1942 – 6 luglio 2017), è stata una cestista rumena.

## Carriera
Con la Romania ha disputato tre edizioni dei Campionati europei (1966, 1970, 1972).